# Poniemunek (przystanek kolejowy)
Poniemunek (lit. Panemunėlis) – przystanek kolejowy w miejscowości Poniemunek, w rejonie rakiszeckim, w okręgu poniewieskim, na Litwie. Położony jest na linii Radziwiliszki – Dyneburg.

## Historia
Stacja kolejowa w tym miejscu powstała w XIX w. na odgałęzieniu Kolei Libawsko-Romieńskiej. Początkowo nosiła nazwę Poniemunok (ros. Понемунокъ). Zdegradowana do roli przystanku po upadku Związku Sowieckiego.